# 스페셜라이즈드

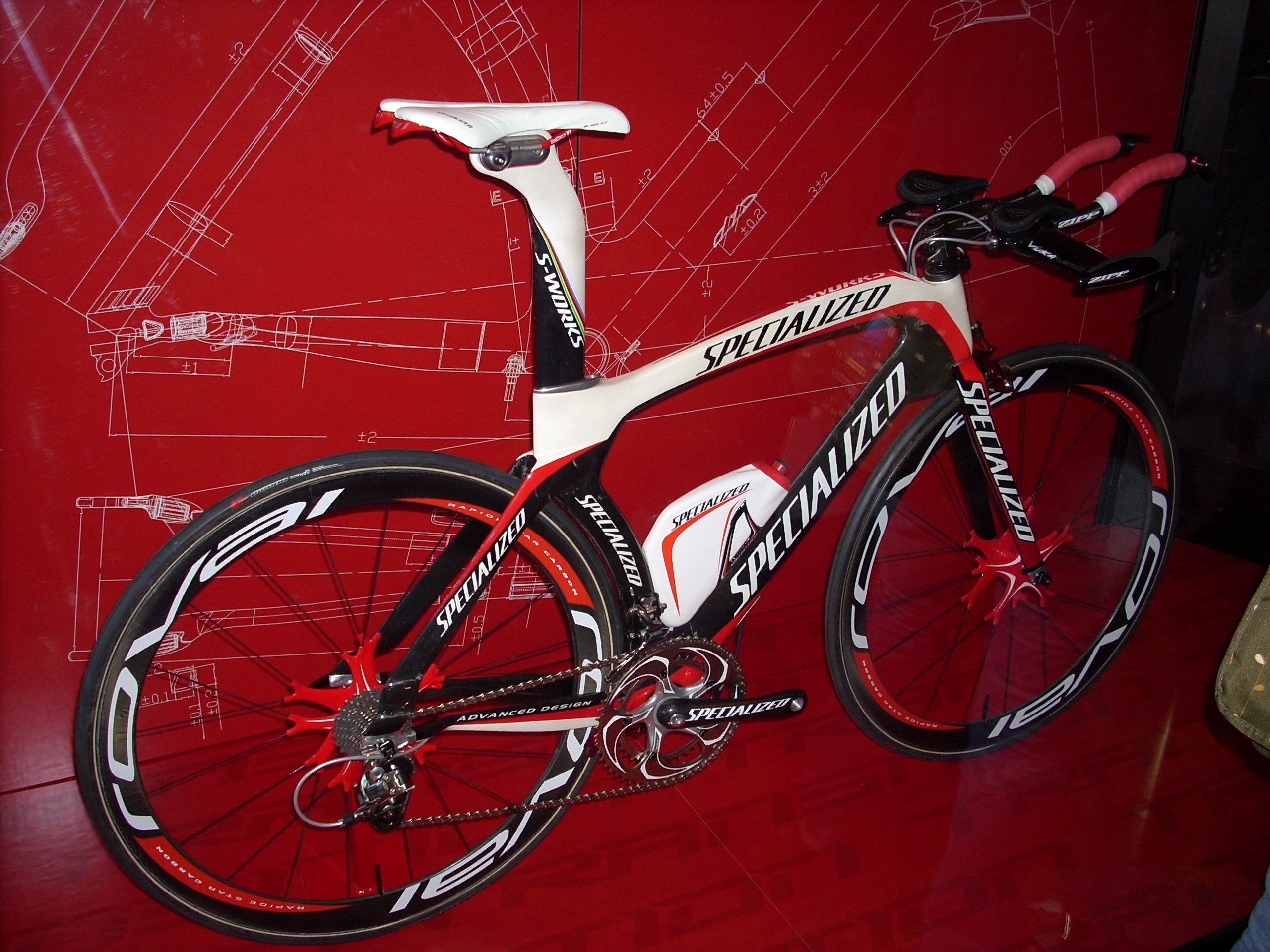

스페셜라이즈드(Specialized)는 자전거와 관련 용품을 제조하는 미국 유명 브랜드이다. 1974년 마이크 신야드에 의해 캘리포니아 모건 힐에서 설립되었다.

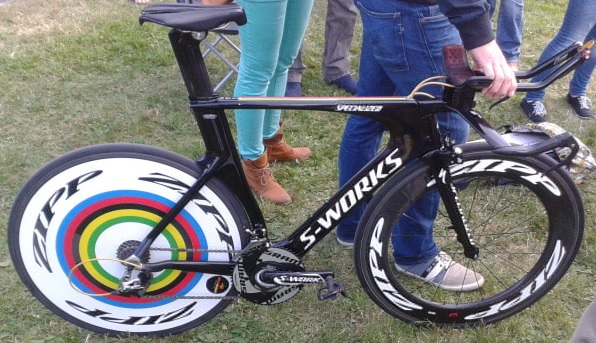

주력모델 (Flag ship model) - 벤지 (에어로) / 타막 (올라운드) / 루베 (엔듀런스) / 시브 (tt바이크)
mtb 주력 모델:에픽,스텀점퍼,락하퍼 등

## 역사
스페셜라이즈드는 1974년 마이크 신야드에 의해 설립되었다. 그는 자신의 폭스바겐 버스를 유럽 자전거 여행을 위해 1500 $ 에 팔아버릴만큼 사이클링에 열정적이었다. 그는 유럽에서 캄파놀로
치넬리의 핸들바와 스템을 구입하여 미국으로 돌아왔다. 마이크 신야드는 미국에서 구입하기 어려운 이탈리아의 자전거 부품을 수입하기 시작하였으나, 1976년부터 스페셜라이즈드 투어링 타이어를 시작으로 자사의 자전거 부품들을 제조하기 시작하였다. 1979년부터는 일본에서 알레즈라는 로드 바이크를 제조하기 시작했다. 스페셜라이즈드는 1981년 최초의 대중적인 산악 자전거인 스텀점퍼로 세상에 알려지게 되었다. 스텀점퍼는 1981년 이후로 계속 생산되고 있으며 지속적으로 발전하여 풀 서스펜션과 하드테일 등의 옵션도 나오고 있다. 최초의 스텀점퍼는 워싱턴 D.C에 있는 스미소니언 박물관에 전시되어있다. 1989년 스페셜라이즈드는 세계 최초의 카본 섬유 산악 자전거인 에픽을 출시하였다.
1990년대 초, 스페셜라이즈드는 어반 바이크인 글로브 제품군을 출시하였다. 이 제품군은 2009년 재출시되었으며 글로브는 그들의 고유한 브랜드로 인식되었다.
1995년, 스페셜라이즈드는 풀 포스 브랜드를 출시하였다. 풀 포스는 로우엔드 산악자전거 브랜드로 스포츠 용품점이나 코스트코 같은 할인점에서 판매되었다. 이 일은 일부 스페셜라이즈드 판매자들의 불만을 샀다. 1996년 스페셜라이즈드는 풀 포스를 판매 중단하였으며 마이크 신야드는 스페셜라이즈드 판매자들에게 사과문을 보냈다. 1996년 말 스페셜라이즈드는 30%의 판매점을 잃었고, 마이크 신야드는 "파산 수백달러 직전까지 갔다"라고 말했다.
2001년, 대만의 메리다 자전거는 3천만 달러에 스페셜라이즈드의  49% 지분을 사들였다. 마이크 신야드는 현재도 최대 주주이자 최고 경영자이다. 스페셜라이즈드는 현재 트렉, 자이언트와 함께 가장 큰 자전거 브랜드중 하나이다.
현재는 메리다에서 스페셜라이즈드 생산 뿐만 아니라 디자인, 개발까지 하고있다. S-WORKS 라인만 스페셜라이즈드가 디자인 및 개발을하고있다.
현재는 대한민국의 인서트타이어 제조업체 타누스가 스페셜라이즈드에게 공급을 하게 되었다.

## 활용(범진)
최근 몇 년간 많은 라이더들이 북미와 유럽의 프로페셔널 사이클링 서킷에서 스페셜라이즈드 자전거를 사용하였다. 2010년 스페셜라이즈드는 UCI프로투어에서 삭소 뱅크 팀과 아스타나 팀에 자전거를 제공하였다. 이 계약은 2010년 1월, 팀의 리더인 알베르토 콘타도르의 요청에 대한 결과로 발표되었다. 스페셜라이즈드는 이전에도 퀵 스텝, 페스티나 등의 팀에 자전거를 제공한 바 있다. 또한 스페셜라이즈드는 조지아 대학교와 콜로라도주 대학교의 사이클링 팀의 스폰서이기도 하다. 3회의 세계 다운힐 챔피언인 오스트레일리아의 샘 힐은 몬스터 에너지 스페셜라이즈드를 사용하였다.
2010년 10월 17일, 스페셜라이즈드는 컬럼비아-hTC팀과 2011년 및 이후에 협력한다는 것을 발표하였다. 스페셜라이즈드는 팀의 프레임, 포크, 헬멧을 지원하였다. 대부분의 도로 경주에서는 에스웍스 타막, 비포장 도로 경주에서는 에스웍스 루베, 타임 트라이얼에서는 벤지와 쉬브 TT가 사용되었다. 로드와 타임 트라이얼에서는 완전히 새로운 에스웍스 프리베일과 TT3 헬멧이 사용되었다. 여성 경주에서는 아미라 로드 바이크와 쉬브 TT가 사용되었다.
스페셜라이즈드는 또한 다양한 종목, 여러 선수의 사이클로 활용된다. 스웨덴의 프로 산악 자전거 선수이자 2010년 유로바이크 더트점프 대회 우승자인 마틴 소더스트롬은 산악 자전거 프리 라이드 부문에서 스페셜라이즈드의 P 시리즈를 사용한다.
2015년 스페셜라이즈드 아스타나 프로팀에 속한 이탈리아의 빈센초 니발리 선수가 2014년 투르 드 프랑스 종합 우승을 차지하였다.